# 島津忠義
島津忠義（日语：／ Shimazu Tadayoshi，1840年5月22日—1897年12月26日），日本江戶時代末期大名，薩摩藩第12代及最後一代藩主、島津氏第29代當主。官位從一位、大隅守。明治維新後，敘從一位勳一等公爵。
幼名壯之助，通稱又次郎。元服後取名島津忠德（日语：〔〕／ Shimazu Tadanori）。就任藩主期間接受幕府將軍德川家茂的偏諱，改名島津茂久（日语：／ Shimazu Mochihisa）。明治維新後，於慶應4年1月16日改名為島津忠義。

## 簡歷
他是島津久光的長子，後成為伯父島津齊彬的養子。1858年齊彬去世後，年方十八的忠德繼任為藩主。不過初期藩政實權由祖父齊興、生父久光、重臣西鄉隆盛以及大久保利通所掌握，本身毫無權力可言。
1858年2月7日，在江戶城謁見德川家茂，接受家茂的偏諱，改名茂久。1859年2月，總稱從四位下左近衛少將叙任修理大夫。
明治維新後，他與長州藩、土佐藩、佐賀藩一同推行版籍奉還。他被任命為薩摩藩知事，改名「忠義」，不過實際藩務由西鄉隆盛掌理。
1871年廢藩置縣後，被封為公爵。此後在政府的命令下，居住於東京。1888年時，得到政府許可後，返鄉回到鹿兒島。
忠義相當擅長犬追物與馬術，對攝影與煙火製作也很有興趣，是擁有許多嗜好的人。1889年2月11日，大日本帝國憲法公布當日，德國醫學家埃爾溫·貝爾茲的日記裡，記載著他對忠義穿著洋服及留鬍子的樣子十分驚訝。從這一點，可以看得出忠義對於西洋文化的造詣頗深。
1897年12月26日，以58歳之齡在鹿兒島市逝世。死後追授勳一等旭日桐花大綬章。翌年1月9日，舉行國葬。
現在忠義的墓碑仍保存於尚古集成館內，探勝園有忠義的銅像，墓地則是在島津氏歷代的常安御墓。

## 家系
- 父：島津久光
- 母：島津千百子（重富島津家當主・島津忠公長女）
- 養父：島津齊彬
- 正室：暐子（1851年 - 1869年，島津齊彬三女）
  - 女:房子（1869年 - 1871年）
- 繼室：寧子（1853年 - 1879年，島津齊彬五女、近衛忠熙養女）
  - 男：忠寶（1879年生，誕生後3個月夭折）
- 繼室：棲子（- 1886年，板倉勝達次女）
- 側室：山崎壽滿子（1850年 - 1927年）
  - 長女・清子（1871年 - 1919年，黑田長成（日语：黒田長成）室）
  - 次女・充子（1873年 - 1958年，池田詮政室 → 松平直亮室）
  - 三女・常子（1874年 - 1938年，山階宮菊麿王妃）
  - 四女・知子（1875年 - 1953年，德川達孝室）
  - 五女・貞子（1878年 - 1974年，久松定謨室）
  - 七女・俔子（1879年 - 1956年，久邇宮邦彦王妃、香淳皇后母）
  - 九女・正子（1885年 - 1963年、德川家正室）
  - 長男・忠重（1886年 - 1968年）

- 側室：菱刈久（ - 1960年）
  - 次男・忠備（1891年 - 1928年、分家男爵）
  - 三男・忠弘（1892年 - 1922年、分家男爵）
  - 四男・久範（1894年 - 1944年、島津忠麿（舊佐土原藩主家）養子、伯爵）
  - 五男・康久（1895年 - 1972年）
  - 十女・為子（1897年 - 1989年、德川賴貞室）

## 登場作品
影視劇
- 篤姬（2008年、NHK大河劇、演：中川真吾）

| 島津忠義        |                                      |                 |
| 官衔            |                                      |                 |
| 前任： 島津齊彬 | 薩摩藩第12代藩主 1858年－1871年      | 廢藩置縣        |
| 貴族爵位和頭銜  |                                      |                 |
| 前任： 島津齊彬 | 島津氏第29代當主 1858年－1897年      | 繼任： 島津忠重 |
| 新頭銜          | 島津家公爵 （第一代） 1884年－1897年 | 繼任： 島津忠重 |